# Princeps Pastorum
Princeps Pastorum (latín: Príncipe de los apóstoles) es la cuarta encíclica del papa Juan XXIII. Fue promulgada el 28 de noviembre de 1959 y trata sobre el apostolado misionero.

## Estructura
- Introducción
- La jerarquía y el clero local
- La formación del clero local
- El laicado en las misiones
- Normas para el apostolado laico en las misiones
- Conclusión